# Afrika-Meisterschaften im Straßenradsport 2020
Die Afrika-Meisterschaften im Straßenradsport 2020 (2020 African Continental Road Championships) wurden wegen der COVID-19-Pandemie nicht ausgetragen und auf das folgende Jahr verschoben.